# Delano (Minnesota)
Pour les articles homonymes, voir Delano.
Delano est une ville américaine située dans le Comté de Wright, dans le Minnesota. Selon le recensement de 2010, sa population est de 5 464 habitants.